# Mike Colter
Mike Colter, né le 26 août 1976 à Columbia, Caroline du Sud est un acteur américain.

## Jeunesse
Colter est né le 26 août 1976 à Columbia, en Caroline du Sud et a grandi à St. Matthews, en Caroline du Sud. Colter est le fils d'Eddie Lee Sr. et de Freddie Marion (née Mitchell) Colter. Il est le cadet d'une fratrie de cinq enfants. Il est diplômé du lycée Calhoun County High School. Il déclare que son année de terminale fut « la plus ambitieuse ». Mike a passé une année à l'université Benedict College avant d'être transféré à l'université de Caroline du Sud, où il obtient sa licence de théâtre en 1999. Il a obtenu son diplôme MFA à l'université Rutgers dans le New Jersey.

## Carrière
Mike Colter commença sa carrière officiellement avec le rôle de « Big » Willie Little, un boxeur ayant fait de la prison dans le film Million Dollar Baby. Il est également apparu dans New York, cour de justice, The Good Wife, Urgences et Les Parker ainsi que dans de nombreux téléfilms américains. Il a aussi joué dans la série télévisée Ringer.
En 2014, Mike a commencé à jouer le rôle de l'Agent Jameson Locke dans la franchise Halo. Mike a également joué le rôle-titre dans le film Halo : Nightfall  et a fourni la capture de ses mouvements pour le jeu vidéo Halo 5: Guardians alors que le doublage de la voix du personnage est fait par Ike Amadi. Il intègre l'Univers cinématographique Marvel en interprétant Luke Cage, dans la série Netflix Jessica Jones. Son personnage ayant été apprécié, il obtient sa propre série télévisée, sous le nom de son protagoniste, Luke Cage, diffusée depuis 2016. Après deux saisons et des différends artistiques dans l'équipe créative, la série est annulée en octobre 2018. Il reprend également son rôle dans la mini-série The Defenders. Avec l'annulation des séries Marvel, Mike Colter publie sur son compte Instagram qu'il ne compte pas reprendre le rôle et profiter de sa vie de famille après la naissance de sa deuxième fille.

## Vie privée
Depuis 2016, il est marié à Iva Colter qui est sa compagne depuis 16 ans. Le 27 septembre 2016, il confirme avoir une fille avec Iva Colter dans le talk-show de Wendy Williams. Il est également le cousin germain de l'actrice américaine Viola Davis. Il habite à Los Angeles.

## Filmographie

### Cinéma
- 2004 : Million Dollar Baby de Clint Eastwood : « Big » Willie Little
- 2005 : Brooklyn Lobster : Jamal
- 2007 : An Then Came Love : Yuppie Paul
- 2010 : Salt de Phillip Noyce : responsable tactique de la CIA
- 2012 : Men in Black 3 de Barry Sonnenfeld : Colonel James Darrel
- 2012 : Zero Dark Thirty de Kathryn Bigelow : Mike
- 2017 : Girls Trip de Malcolm D. Lee : Stewart
- 2018 : Extinction de Ben Young : David
- 2018 : Skin de Guy Nattiv : Daryle Jenkins
- 2019 : Breakthrough de Roxann Dawson : Tommy Shine
- 2019 : Black and Blue : Darius
- 2020 : Fatale de Deon Taylor : Rafe Grimes
- 2021 : South of Heaven d'Aharon Keshales : Whit Price
- 2023 : Mayday (Plane) de Jean-François Richet : Louis Gaspare
- 2024 : The Union de Julian Farino : Nick Faraday
- 2025 : Alarum de Michael Polish : Orlin

### Télévision
- 2002 : Urgences : Watts (1 épisode)
- 2002 : Les Parker : Lamar (1 épisode)
- 2005 : New York, cour de justice : Officier Billy Tolbert (1 épisode)
- 2005 : Un Noël à New York : Bill
- 2007 : New York, section criminelle : Dave Oldren (1 épisode)
- 2009 : Solving Charlie : Jack Dash
- 2009 : L'Honneur d'un Marine : Sergent Demetry
- 2009 : New York, unité spéciale : Samuel Mbazzi (1 épisode)
- 2010 : Royal Pains : Officier Tanner (1 épisode)
- 2010-2015 : The Good Wife : Lemond Bishop (21 épisodes)
- 2011 : Blue Bloods : Cliff Reacher (1 épisode)
- 2011-2012 : Ringer : Malcolm Ward (16 épisodes)
- 2013 : The Surgeon General : Dr McCallan
- 2013 : Following : Nick Donovan (5 épisodes)
- 2013 : Esprits criminels : Colin Bramwell (1 épisode)
- 2013 : American Horror Story : Coven : David (3 épisodes)
- 2014 : Halo : Nightfall : Lieutenant-Commandant Jameson Locke (5 épisodes)
- 2015-2019 : Jessica Jones : Luke Cage (8 épisodes)
- 2016-2018 : Luke Cage : Carl Lucas / Luke Cage (26 épisodes)
- 2017 : The Defenders : Luke Cage (8 épisodes)
- 2019-2024 : Evil : David Acosta

## Voix françaises
| - Daniel Lobé dans : - Million Dollar Baby (2004) - New York, section criminelle (2007) (série télévisée) - Royal Pains (2010) (série télévisée) - Following (2013) (série télévisée) - Esprits criminels (2013) (série télévisée) - Jessica Jones (2015) (série télévisée) - Luke Cage (depuis 2016) (série télévisée) - The Defenders (2017) (série télévisée) - Seis Manos (depuis 2019) (voix) - Evil (depuis 2019) (série télévisée) - South of Heaven | - Bruno Henry dans : - The Good Wife (2010-2015) (série télévisée) - Extinction (2018) - The Good Fight (2018) (série télévisée) - Jean-Baptiste Anoumon dans : - American Horror Story : Coven (2013) (série télévisée) - Breakthrough (2019) - Fatale (2020) - Frantz Confiac dans : - Halo : Nightfall (2014) - Mayday (2023) - Gilles Morvan dans New York, unité spéciale (2007) (série télévisée) - Eric Aubrahn dans Ringer (2011-2012) (série télévisée) - Serge Faliu dans Blue Bloods (2011) (série télévisée) - Nicolas Matthys dans Girls Trip (2017) - Claudio Dos Santos dans Skin (2019) |